# Lutjanus bohar
Espèce
Le Vivaneau à deux taches (Lutjanus bohar) est une espèce de poissons de la famille des Lutjanidae.